# دولت ثبات ملی
دولت ثبات ملی (عربی: حكومة الإستقرار الوطني)، یک دولت موقت در لیبی مستقر در سرت استکه در ۳ مارس ۲۰۲۲ به رهبری اسامه حماد و با حمایت مجلس نمایندگان و ارتش ملی لیبی تشکیل شد. از آغاز تأسیس، دولت در رقابت با دولت وحدت ملی به رهبری عبدالحمید دبیبه با مجمع گفتگوی سیاسی لیبی مطابق با توافق آتش‌بس، ادعای قدرت بر لیبی را داشته است.

## پیش‌زمینه
در ۲۱ سپتامبر ۲۰۲۱، مجلس نمایندگان که بر شرق لیبی حکومت می‌کند، رأی عدم اعتماد علیه دولت وحدت ملی تصویب کرد.

## از اواسط ۲۰۲۲
در اواسط سال ۲۰۲۲، دو دولت به‌طور موازی عمل کردند و قدرت دوگانه را در دست داشتند.
درگیری بین حامیان دو دولت از ماه مه ۲۰۲۲ آغازو در ۲۷ اوت ۲۰۲۲ تشدید شد.
در ماه مه ۲۰۲۳، باشاگا به‌طور موقت با اسامه حماد، به دلیل عملکرد ضعیف، جایگزین شد.